# Hieracium lippmae
Hieracium lippmae es una especie de planta con flor del género Hieracium, de la familia Asteraceae, orden Asterales.

## Distribución
Hieracium lippmae se distribuye por Estonia.

## Taxonomía
Fue descrita científicamente por Üksip.